# Росен (Добричская область)
Росен (болг. Росен) — село в Болгарии. Находится в Добричской области, входит в общину Генерал-Тошево. Население составляет 96 человек.

## Политическая ситуация
Росен подчиняется непосредственно общине и не имеет своего кмета.
Кмет (мэр) общины Генерал-Тошево —  Димитр Михайлов Петров (Коалиция в составе 2 партий: Политическое движение социал-демократов(ПДСД), Болгарская социалистическая партия(БСП)) по результатам выборов в правление общины.